# Білецька сільська територіальна громада
Білецька сільська громада — територіальна громада в Україні, в Тернопільському районі Тернопільської области. Адміністративний центр — с. Біла.
Площа громади — 138,1 км², населення — 10 923 осіб (2020).
Утворена 25 липня 2018 року шляхом об'єднання Білецької, Великоглибочецької, Івачеводолішнівської, Ігровицької, Плотицької, Чистилівської сільських рад Тернопільського району.
19 липня 2020 року, в результаті адміністративно-територіальної реформи та ліквідації Тернопільського району, увійшла до складу новоутвореного Тернопільського району.

## Населені пункти
У складі громади 10 сіл:
- Біла
- Великий Глибочок
- Дітківці
- Івачів Горішній
- Івачів Долішній
- Ігровиця
- Мшанець
- Плотича
- Хомівка